# 以馬忤斯的晚餐

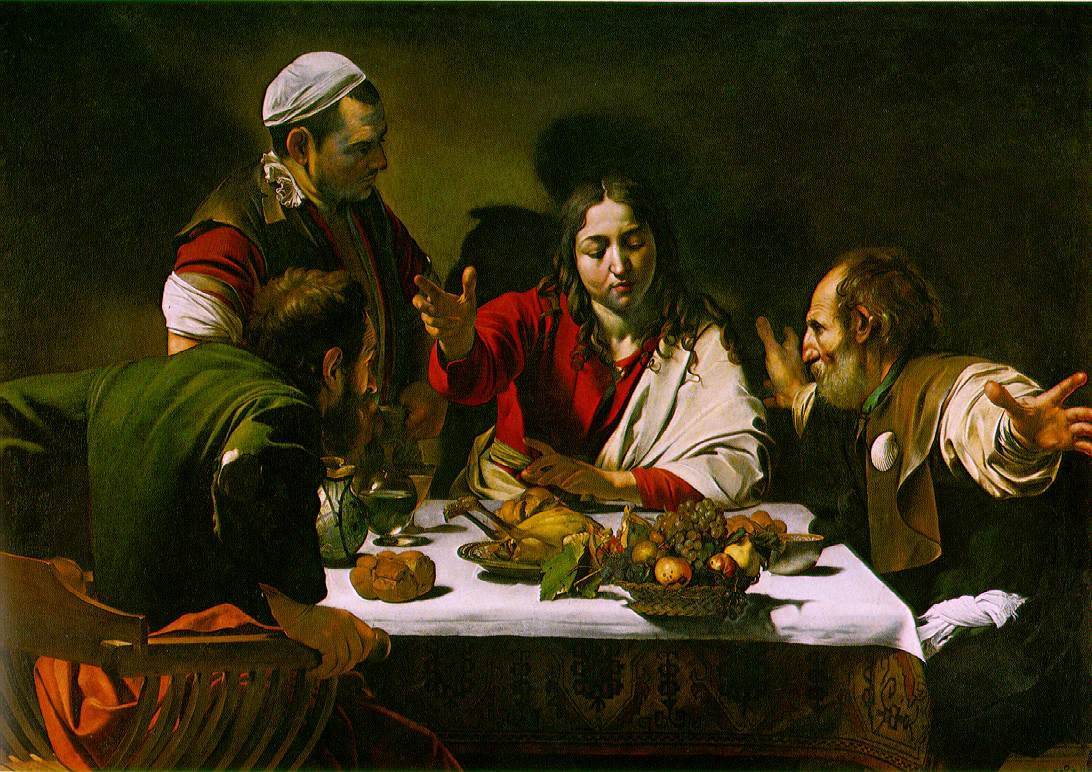
以馬忤斯的晚餐(1601年)

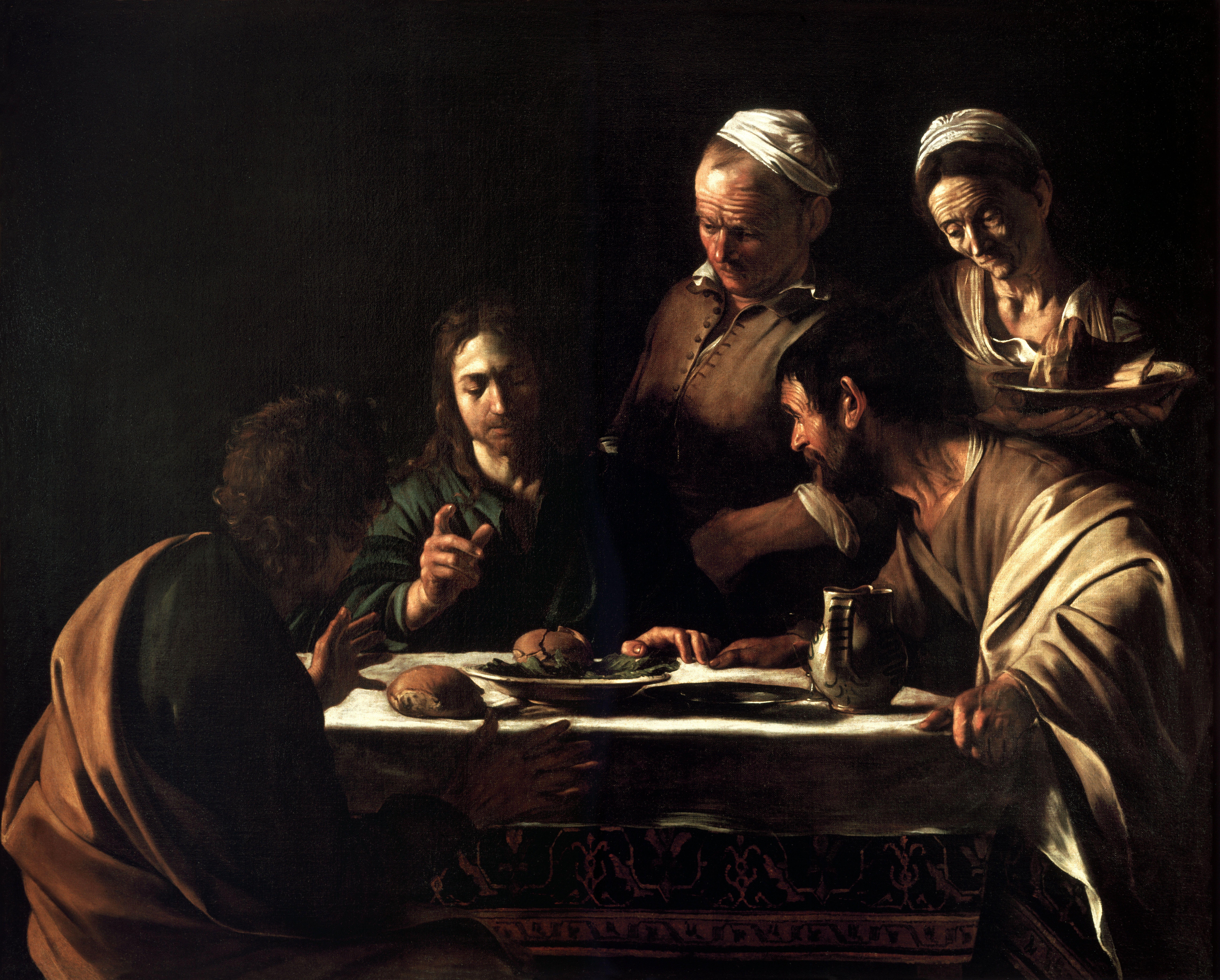
以馬忤斯的晚餐(1606年)

以馬忤斯的晚餐（英語：The Supper at Emmaus）是兩幅由意大利畫家卡拉瓦喬所創作的油彩畫。畫作內容是耶穌基督復活後，在名叫以馬忤斯的小鎮向祂的門徒現身。
兩幅《以馬忤斯的晚餐》作品中，第一幅畫於1601年，在當時的作品中，桌上陳置鮮艷的食物，耶穌披紅袍和門徒高談闊論。第一幅畫現在收藏在英國倫敦的國家美術館中。
而在於1605至1606年創作的第二幅中，由於畫家的生活經過突變與流亡，因此畫面上只剩下簡單的麵包和水，殘破、貧困，人物臉容憔悴，耶穌在幽微的黑暗中自語，周圍人專注傾聽，畫面相對靜謐。它現時為意大利米蘭布雷拉畫廊的館藏。

## 海外展覽
2014年3月16日開始，由亞洲協會主辦，在香港太古廣場舉行的《光．影—意大利巴洛克藝術大師．卡拉瓦喬》畫展，將展出布雷拉畫廊版本的《以馬忤斯的晚餐》。今次展覽的投保額達6000萬歐元。

## 外部連結
- 英國倫敦國家美術館（页面存档备份，存于）
- 意大利米蘭布雷拉畫廊（页面存档备份，存于）